# 22993 Аферрарі
22993 Аферрарі (1999 VX65, 1993 FV43, 1994 NX12, 22993 Aferrari) — астероїд головного поясу, відкритий 4 листопада 1999 року.
Тіссеранів параметр щодо Юпітера — 3,396.